# Łowmaki
Łowmaki (lit. Laumakė) – wieś na Litwie, w okręgu uciańskim, w rejonie ignalińskim, w starostwie Twerecz. W 2011 roku liczyła 8 mieszkańców (4 mężczyzn i 4 kobiety).

## Historia
W II Rzeczypospolitej wieś należała do gminy wiejskiej Twerecz w powiecie święciańskim, w województwie wileńskim. W 1931 roku liczyła 38 mieszkańców i znajdowało się w niej 8 budynków mieszkalnych.
30 kwietnia 1952 roku we wsi urodził się Antanas Kulakauskas.